# Deniss Karpak
Deniss Karpak, né le 18 juillet 1986 à Tallinn, est un skipper estonien. 

## Biographie
Il participe à trois reprises à la compétition de voile aux Jeux olympiques. Deniss Karpak se classe 24e en 2008 à Pékin (Laser) puis 11e en 2012 à Londres et 20e en 2016 à Rio de Janeiro (Finn).

## Palmarès
| Compétition                    | 2003 | 2004 | 2005 | 2006 | 2007 | 2008 | 2009 | 2010 | 2011 | 2012 | 2013 | 2014 | 2015 | 2016 | 2017 | 2018 | 2019 |
| ------------------------------ | ---- | ---- | ---- | ---- | ---- | ---- | ---- | ---- | ---- | ---- | ---- | ---- | ---- | ---- | ---- | ---- | ---- |
| Championnats du monde de Laser | 138e | 115e | 51e  | 10e  | 3e   | 26e  |      |      |      |      |      |      |      |      |      |      |      |
| Championnats d'Europe de Laser | -    | -    | -    | 18e  | 7e   | 25e  |      |      |      |      |      |      |      |      |      |      |      |
| Championnats du monde de Finn  |      |      |      |      |      |      | 17e  | 26e  | 8e   | 11e  | 14e  | 18e  | 11e  | 13e  | 17e  | 37e  |      |
| Championnats d'Europe de Finn  |      |      |      |      |      |      | 7e   | 25e  | 11e  | 6e   | 12e  | 24e  | 14e  | 40e  | 12e  | 15e  |      |